# Gare de Montmorency
La gare de Montmorency est une ancienne gare ferroviaire française, terminus en impasse de la ligne d'Enghien-les-Bains à Montmorency, située sur le territoire de la commune de Montmorency, dans le département du Val-d'Oise, en région Île-de-France.
Mise en service en 1866 par la Compagnie du chemin de fer d'Enghien à Montmorency, elle est fermée en 1954. Son ancien bâtiment voyageurs, d'abord conservé, a été finalement détruit en 1965 à la suite d'un glissement de terrain.

## Situation ferroviaire
La gare de Montmorency était implantée dans une petite vallée sèche, débouchant à l'ouest sur l'ample vallée de Montmorency. Cette légère dépression est encadrée par le plateau des Champeaux, au nord, haut de 170 mètres, et par l'éminence portant le centre de Montmorency, au sud, qui atteint 130 mètres au rond-point de la statue de Jean-Jacques Rousseau.
Établie à 114 m d'altitude, la gare était située au point kilométrique (PK) 3,1 de la ligne d'Enghien-les-Bains à Montmorency (ou PK 14,4 depuis la gare de Paris-Nord), après la halte de Soisy. Elle est atteinte après l'ascension d'une forte rampe, atteignant 46,3 mm/m, soit la plus forte rampe du réseau ferroviaire français pour des trains en simple adhérence. La ligne, à voie normale, est dotée d'une voie unique. Durant toute son existence, la gare comporte une voie principale desservant l'unique quai destiné aux voyageurs, de deux voies de service et d'une voie de garage, aboutissant à une remise à voitures. 
Le service des voyageurs s'effectue exclusivement du côté méridional des installations, où est implanté le bâtiment des voyageurs. Le service des marchandises est quant à lui effectué du côté septentrional. La cour des débords est accessible de la rue de la Fontaine-René par une large ouverture. À l'ouest, se situent une remise remise en bois accueillant une locomotive ; elle jouxte une fosse de visite, un puisard, un dépôt de charbon, un réservoir à eau et une grue hydraulique. À côté, un quai, partiellement abrité par une halle en bois, permet le transport des bestiaux puis des matières pondéreuses. Les installations sont ultérieurement modifiées : la halle est reconstruite en dur et agrandie en 1920, la grue est supprimée, un dortoir est aménagé contre la remise et le parc à combustible est déplacé le long de la rampe d'accès de l'avant-gare. Le dortoir bénéficie d'une rénovation en 1946 avec l'installation d'un lavabo, les mécaniciens ne pouvant alors plus se servir de l'eau des locomotives depuis l'utilisation du « traitement intégral Armand » (TIA), procédé chimique éliminant les incrustations de tartre et permettant de réduire la consommation de combustible.

## Histoire

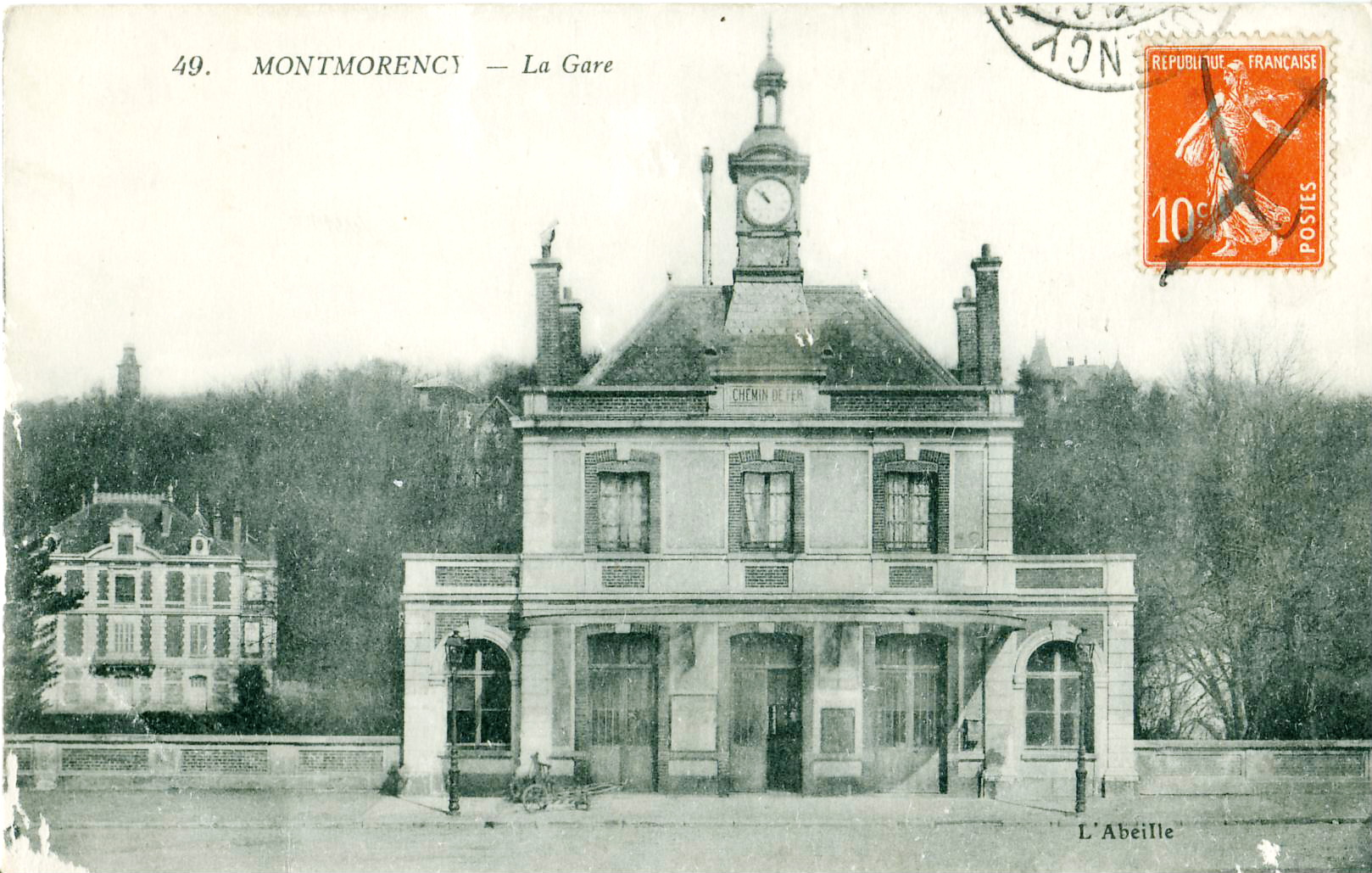
Le bâtiment voyageurs.

La gare, terminus de la courte ligne d'Enghien-les-Bains à Montmorency, est implantée au nord du parc Foresta, son emplacement étant déterminé par les conditions topographiques défavorables, et par la volonté du maire de l'époque, Émilien Rey de Foresta, un des concepteurs du chemin de fer, de créer plusieurs avenues dans son parc en vue d'un nouveau lotissement.
La gare de Montmorency accueille l'essentiel des voyageurs de la ligne : leur nombre s'élève à 230 000 en 1866, 228 519 en 1867, 285 181 en 1888 et 333 279 en 1919, dernier chiffre fiable connu.
Le 30 juin 1954, la ligne voit circuler son dernier train de voyageurs et la gare de Montmorency est définitivement fermée au trafic. En 1955, la cour des débords est provisoirement occupée par l'entreprise Serrurier, installée dans la remise des locomotives et sur quarante mètres carrés de terrain à l'extrémité du quai à bestiaux pour le stationnement de trois remorques de matériels de marché ; la Compagnie des transports urbains (CTU) utilise l'ancienne lampisterie, un wagon et la cour pour y garer ses véhicules et y installer une citerne à gazole. Quant à la Ville de Montmorency, elle récupère la halle aux marchandises pour y entreposer du matériel de voirie.
Le bâtiment des voyageurs est occupé par la Compagnie générale des voies ferrées d'intérêt local (CGVFIL), tandis que la Compagnie des transports urbains occupe la salle d'attente supérieure ainsi que la consigne pour y abriter ses voyageurs. Ses agents emploient la salle d'attente inférieure pour y garer leurs bicyclettes. Enfin, la SNCF se réserve un local du rez-de-chaussée à usage de bureau de colis. Aux abords immédiats du bâtiment, le café Tubœuf établit une terrasse et une agence immobilière élève un kiosque, qui sera plus tard reconstruit en dur. Mais ce provisoire ne dure, cette fois, que très peu de temps : la municipalité fait en effet édifier cinq immeubles HLM à l'emplacement des emprises ferroviaires, au pied  de l'ancien bâtiment des voyageurs. Quant à ce dernier, il connaît une fin aussi peu glorieuse que celle de la ligne : déstabilisé par un affaissement de terrain, il est démoli en 1965. L'escalier en pierre à double volée, édifié à son emplacement en septembre 1965, est censé évoquer les anciens escaliers en bois ajouré de la gare disparue.
Près de soixante ans après la fermeture de la ligne, la place Franklin-Roosevelt, ancienne place de la gare, conserve sa configuration demi-circulaire aux avenues rayonnantes malgré la disparition du bâtiment ; la pharmacie qui y est située porte toujours le nom de « pharmacie de la gare » depuis au moins un siècle.

## Architecture

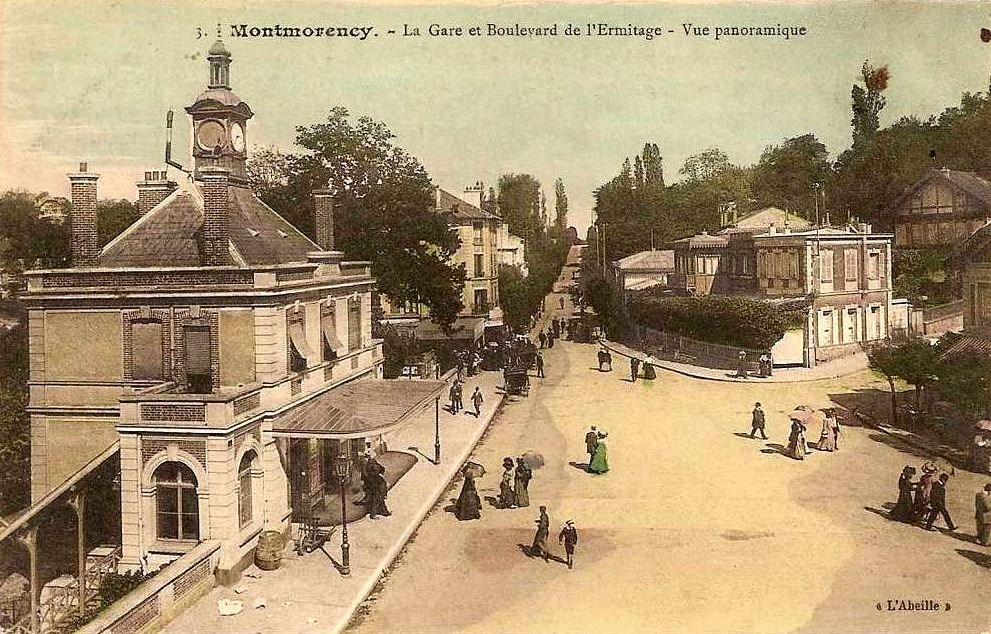
Façade sud du bâtiment des voyageurs sur l'actuelle place Franklin-Roosevelt.

Le bâtiment des voyageurs est construit en briques et pierres blanches avec un souci esthétique évident. Il est érigé par l'ingénieur Émile Level et l'architecte André. Il se dresse dans l'axe de l'avenue Émilie (devenue avenue Émile), et on aperçoit son clocheton ajouré surmontant l'horloge et les quatre hautes cheminées d'angle qui l'encadrent dès le rond-point. En descendant l'avenue, apparaissent le premier étage puis le rez-de-chaussée, comportant une vaste marquise abritant trois portes d'accès. 
Vu de la place de la gare, le bâtiment semble ne posséder qu'un étage, mais établi sur une pente, il en comporte en réalité davantage. La dénivellation, atteignant neuf mètres entre la rue et les voies ferrées, a permis d'édifier deux rez-de-chaussée, un sur rue et un sur cour. Ce dernier accueille une salle d'attente de deuxième et troisième classe, tandis que le rez-de-chaussée sur cour comporte un guichet, une salle d'attente, un bureau pour la consigne et deux bureaux de service. Le deuxième étage (ou premier étage sur rue) est réservé au logement du chef de gare et comporte quatre pièces et une cuisine. Enfin, le troisième étage est constitué de trois pièces et d'un grenier.

## Vestiges
Après la dépose des voies, effectuée de mars à mai 1956, l'ensemble des installations ferroviaires a été détruit. S'il ne demeure plus aucune trace de ces installations, la configuration des lieux rappelle l'ancienne présence d'une gare, en particulier la place Franklin-Roosevelt, en hémicycle avec ses quatre avenues rayonnantes autour de l'ancien bâtiment des voyageurs. Seule la « pharmacie de la gare » située sur la place, rappelle l'ancienne fonction des lieux. Le bâtiment a laissé place en 1965 à un escalier et un simple abribus.